# Falsk profet
En falsk profet är inom religion en beteckning på en person som enligt en eller flera trosuppfattningar illegitimt hävdar karismatisk myndighet inom en religiös grupp. Det kan vara en person som enligt dem falskeligen påstår sig ha profetians gåva, eller som använder denna gåva för demagogi eller onda syften.

## I Bibeln

### I Gamla Testamentet
| ” | Om en profet eller drömskådare träder fram hos dig, utlovar ett tecken eller under och vill övertala dig att tjäna andra gudar, som du inte känner, och om detta tecken eller under inträffar, skall du inte lyssna till vad en sådan profet eller drömskådare säger, ty Herren, er Gud, vill sätta er på prov för att se om ni verkligen älskar Herren, er Gud, av hela ert hjärta och med hela er själ | „ |

Femte Mosebok 13:1-5
Straffet för falsk profetia är enligt det bibliska sammanhanget dödsstraff (Femte Mosebok 13:5: "Men profeten eller drömskådaren skall dödas, eftersom han manade till trolöshet mot Herren, er Gud, som har fört er ut ur Egypten och befriat er ur slavlägret. Han ville locka dig bort från den väg som Herren, din Gud, har befallt dig att gå. Du skall utrota det onda ur folket.").
Ett enkelt sätt att se vilka profeter som är falska tas också upp
| ” | Och den profet som är så förmäten att han i mitt namn förkunnar något som jag inte har befallt honom att säga, eller som talar i andra gudars namn, den profeten skall dö.” Kanske tänker du: ”Hur skall vi veta att ett budskap inte kommer från Herren?” När profeten har talat i Herrens namn men hans ord inte slår in och går i uppfyllelse, då kommer det budskapet inte från Herren. Det är profeten som i sin förmätenhet har förkunnat det. Låt dig inte skrämmas av honom. | „ |

.
Femte Mosebok 18:20-22
Se även Job, kapitel 1-2, Första Krönikeboken 21:1, Andra Samuelsboken 24:1, Första Samuelsboken 16:15 och 18:10, samt Första Konungaboken 22:19-23.

### I Nya Testamentet
Nya Testamentet bekräftar den enkla definitionen av en falsk profet i det Gamla.
Matteusevangeliet 7:15-23 är en del av Bergspredikan:
| ” | Akta er för de falska profeterna, som kommer till er förklädda till får men i sitt inre är rovlystna vargar. På deras frukt skall ni känna igen dem. Plockar man kanske druvor på törnen eller fikon på tistlar? Så bär varje gott träd bra frukt, men ett uselt träd bär dålig frukt. Ett gott träd kan inte bära dålig frukt, inte heller kan ett uselt träd bära bra frukt. Varje träd som inte bär bra frukt huggs ner och kastas i elden. På deras frukt skall ni alltså känna igen dem. Inte alla som säger 'Herre, herre' till mig skall komma in i himmelriket, utan bara de som gör min himmelske faders vilja. På den dagen skall många säga till mig: 'Herre, herre, har vi inte profeterat i ditt namn och drivit ut demoner i ditt namn och gjort många underverk i ditt namn?' Då skall jag säga dem som det är: 'Jag känner er inte. Försvinn härifrån, ni ondskans hantlangare!' | „ |

Nya Testamentet tar upp samma fråga om falska profeter som förutsäger korrekt, och Jesus förutspådde den framtida uppkomsten av falska profeter, och bekräftade att de kan utföra stora tecken och mirakel. Följande verser (Matteusevangeliet 24:10-13, 24) är från den "lilla apokalypsen":
| ” | Då skall många komma på fall och ange varandra och hata varandra. Många falska profeter skall framträda och bedra många. Genom att laglösheten tilltar kommer kärleken att kallna hos de flesta. Men den som håller ut till slutet skall bli räddad | „ |

Se även Apostlagärningarna 13:6-12, Andra Petrusbrevet 2:1-3 och Första Johannesbrevet 4:1-3.
En falsk profet förekommer även i Uppenbarelsebokens profetior om den kommande yttersta tiden, i bland annat Upp 13:11-18, 16:13. Denna falska profet är profetians "andra odjur", som "får jorden och dess invånare att tillbe det första odjuret", dvs Antikrist (Upp 13:12). Denna falska profet ska enligt Uppenbarelseboken komma att utföra mirakel och tvinga alla människor att ta odjurets märke (Upp. 13:16). Denna falska profet beskrivs som en del i den "oheliga treenigheten" tillsammans med Satan och Antikrist.

## I islam
Inom islam är Muhammed den sista profeten (som har överfört Guds budskap till folket), alltså anses alla som påstått sig vara nya profeter efter profeten Muhammed vara falska profeter. Muslimer pekar på Mirza Ghulam Ahmad och Bahá'u'lláh som exempel.